# Pannekoek (Curaçao)
Pannekoek is een dorp in Curaçao. Het bevindt zich ongeveer 24 km ten noordwesten van Willemstad.

## Geschiedenis
Het gebied bestaat uit drie voormalige plantages: plantage Pannekoek, plantage San Juan en plantage Cas Abou.
Plantage Pannekoek werd in het begin van de 18e eeuw gesticht door Gerrit Pannekoek, en door hem Kleine Kloof genoemd. In 1913 werd het gekocht door de overheid van Curaçao en verkaveld. Het landhuis werd in 1967 door Stichting Jeugdcentrale Curaçao gekocht, en wordt gebruikt als kampeer- en activiteitencentrum.
Plantage San Juan werd rond 1662 gesticht door gouverneur Matthias Beck, en produceerde maïs, suikerriet, en indigo. In het begin van de 20e eeuw werd het gebruikt als leguanenkwekerij.

### Cas Abou
Plantage Cas Abou bestond al in 1696 en hield zich bezig met landbouw, veeteelt en zoutwinning. In de jaren 1980 werd het eigendom van een projectontwikkelaar, en werd een toeristisch resort gebouwd. Sinds 1991 is het eigendom van Stichting Pensioenfonds Caribisch Nederland. Het landhuis heeft een monumentenstatus. Het resort heeft de beschikking over het privéstrand Playa Cas Abao, en is de locatie waar de soapserie Bon bini beach werd opgenomen.

## Overzicht
De bevolking van Pannekoek hield zich na de afschaffing van de slavernij bezig met visserij, landbouw en aloëteelt. Vanaf 1920 begon de inwoners te vertrekken naar Willemstad en het buitenland. Er vertrokken veel bewoners naar Cuba om het werken op suikerrietvelden. In de 21e eeuw is er nog steeds sprake van een bevolkingsafname, maar vreemd genoeg is er geen sprake van een vergrijzing. Het inkomensniveau ligt aanzienlijk beneden gemiddeld. Het opleidingsniveau is ook beneden gemiddeld, maar vertoont een duidelijke stijgende lijn.
Voor voorzieningen is Pannekoek aangewezen op Soto. In het begin van de 21e eeuw sloten de bakkerij en snackbar hun deuren, maar nadien vestigden Chinese families zich in Pannekoek, en openden een toko (kleine winkel), snackbar en een Chinees restaurant.

## Galerij

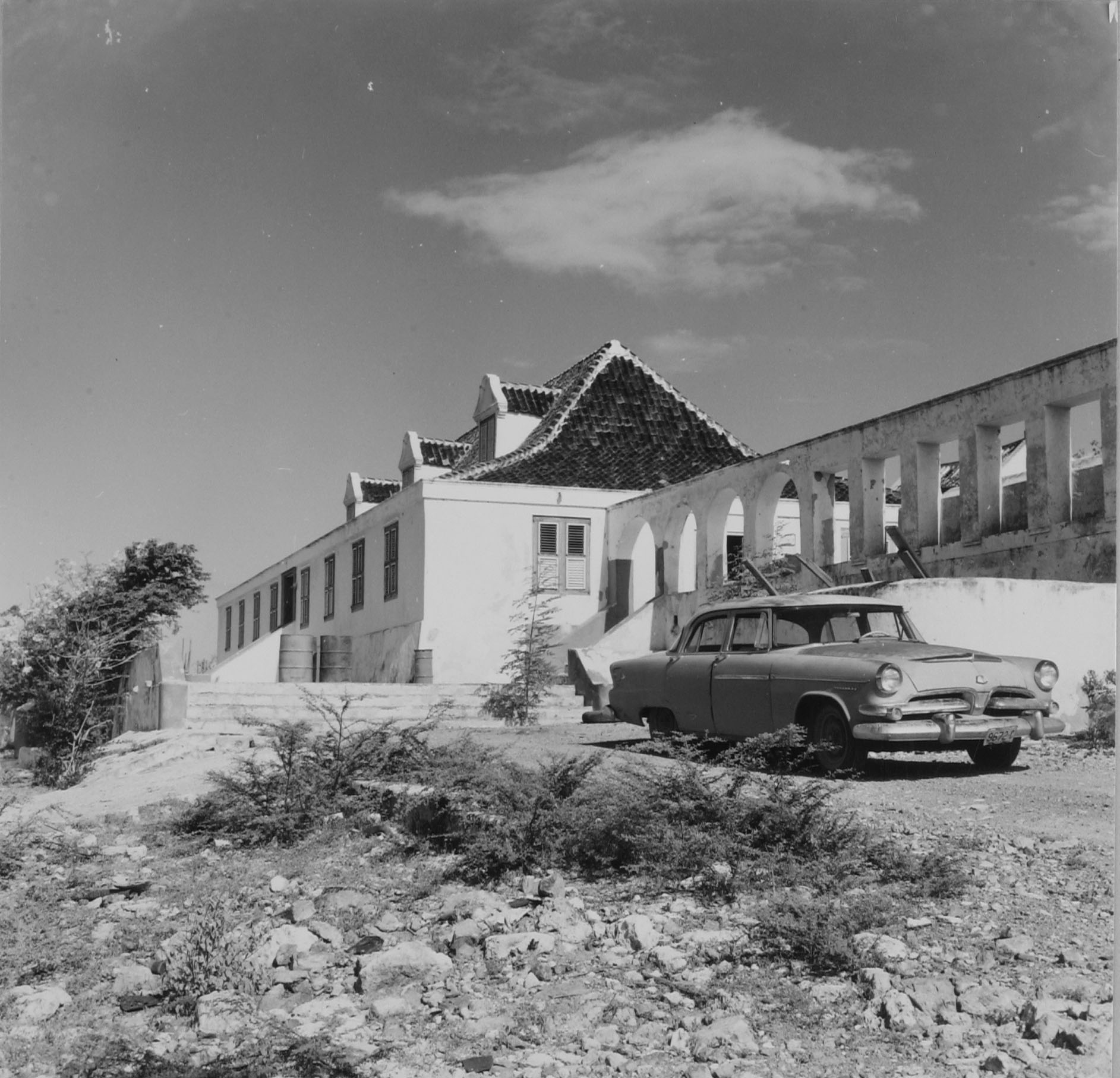
Landhuis San Juan met aquaduct (1964)
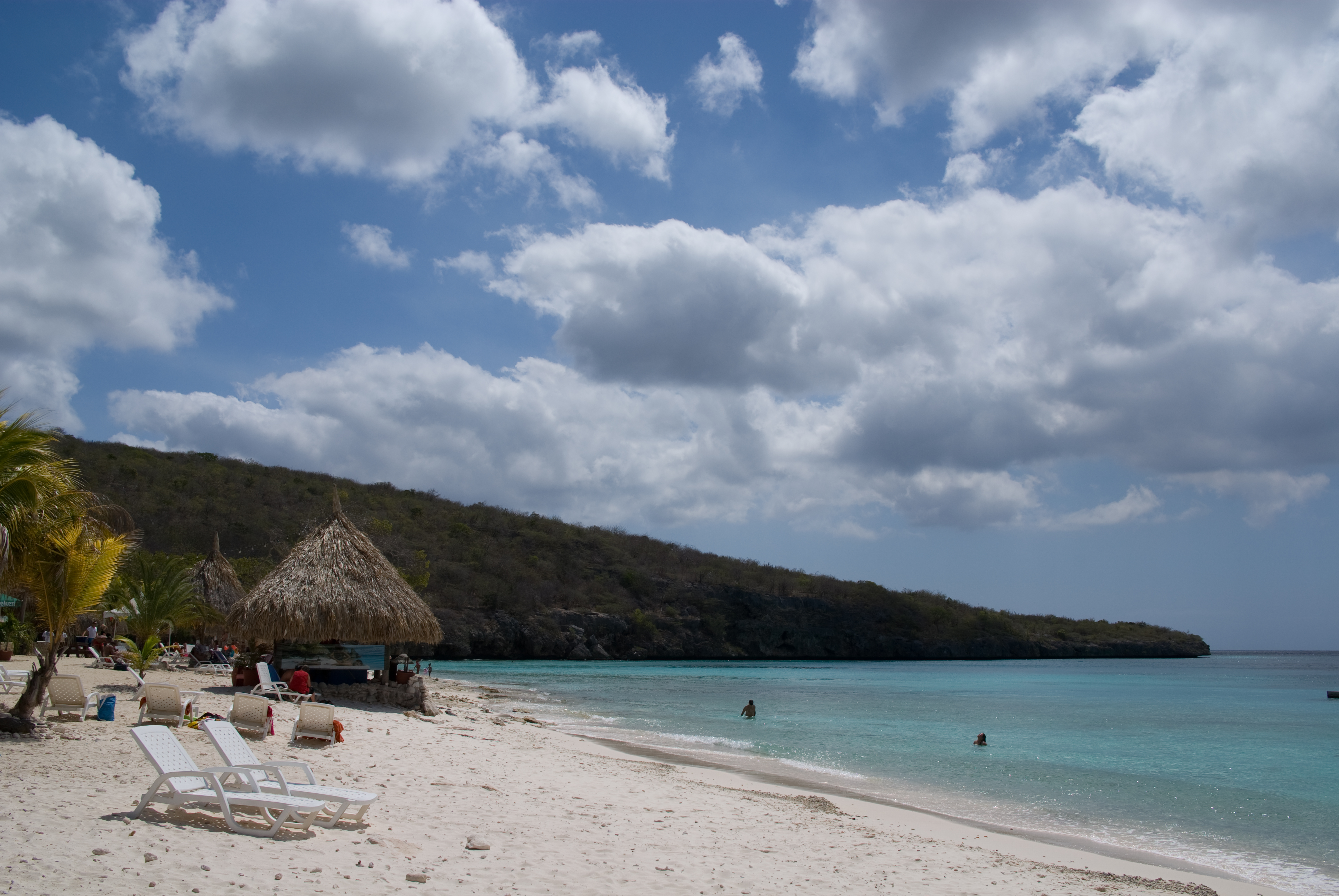
Playa Cas Abao